# ماربلتاون (نيويورك)
ماربلتاون (بالإنجليزية: Marbletown, New York)‏ هي بلدة أمريكية تقع في الولايات المتحدة في مقاطعة أولستر، نيويورك. يقدر عدد سكانها بـ 5,607 نسمة ومساحتها 142.9 كم2 وترتفع عن سطح البحر 255 متر.

## أعلام
- ليونا هلمسلي
- دانيال برودهيد الرابع
- دانيال برودهيد الثالث